# Nyesville
Nyesville, nota anche come Nowlington,  è una comunità non incorporata degli Stati Uniti d'America nella contea di Parke nello Stato dell'Indiana.

## Storia
Nyesville ha avuto inizio come città mineraria per il carbone. È stata pianificata nel 1871. Un ufficio postale fu creato a Nyesville nel 1872, e rimase in funzione fino al 1902.